# Physicum (Helsinki)
Pour les articles homonymes, voir Physicum.
Le Physicum est un bâtiment du campus de Kumpula de l’université d'Helsinki en Finlande,,.

## Présentation
Le bâtiment Physicum a été conçu par Rainer Mahlamäki lors d'un concours d'architecte organisé en 1997. 
La construction de Physicum s'est achevée en 2001.
Le Département de physique a alors quitté le Psychologicum en 2001, pour s'installer dans le Physicum.
Le bâtiment, fait partie du plan à long terme dans lequel les laboratoires, les installations d'enseignement et de recherche de divers départements universitaires sont concentrés sur trois campus en dehors du centre-ville d'Helsinki.
Le concept principal de la candidature gagnante était de développer des unités fonctionnellement et architecturalement denses, regroupées le long d'un espace extérieur commun.
Compte tenu de la topographie de la zone, la colline de Kumpula est l'un des points les plus élevés de la ville,  le nouveau campus jouera un rôle important à la fois symboliquement et du point de vue urbain.
Le bâtiment, d'une superficie de 20 500 m2,  baigne dans la lumière naturelle et abrite 6 000 étudiants et 1 000 chercheurs et enseignants.
Les installations du Département des Sciences Physiques ont été placées dans le Physicum, ainsi qu'une bibliothèque desservant l'ensemble du campus. 
Les principaux matériaux des façades, utilisant des blocs de béton blanchi et des grilles en aluminium, sont repris à l'intérieur du bâtiment. Les surfaces en bois et en placage donnent de la couleur et de la chaleur aux parcours piétonniers.

## Occupants de Physicum
| Occupants                                                       |
| --------------------------------------------------------------- |
| Faculté de physique                                             |
| Département de recherche en physique                            |
| Département de géosciences et géographie                        |
| Bibliothèque du campus de Kumpula                               |
| Bureau de la Faculté de mathématiques et de sciences naturelles |

## Galerie

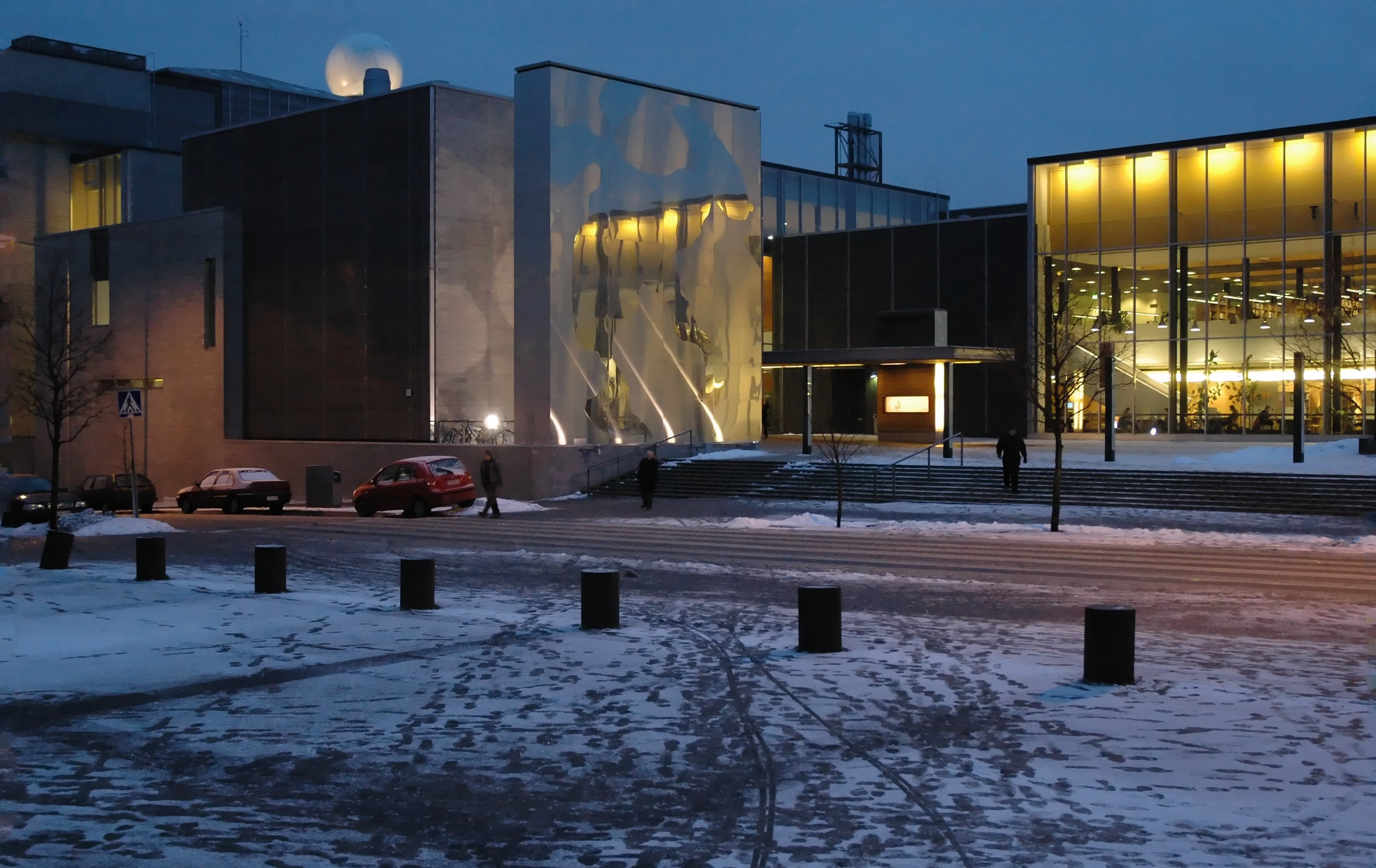
Physicum.
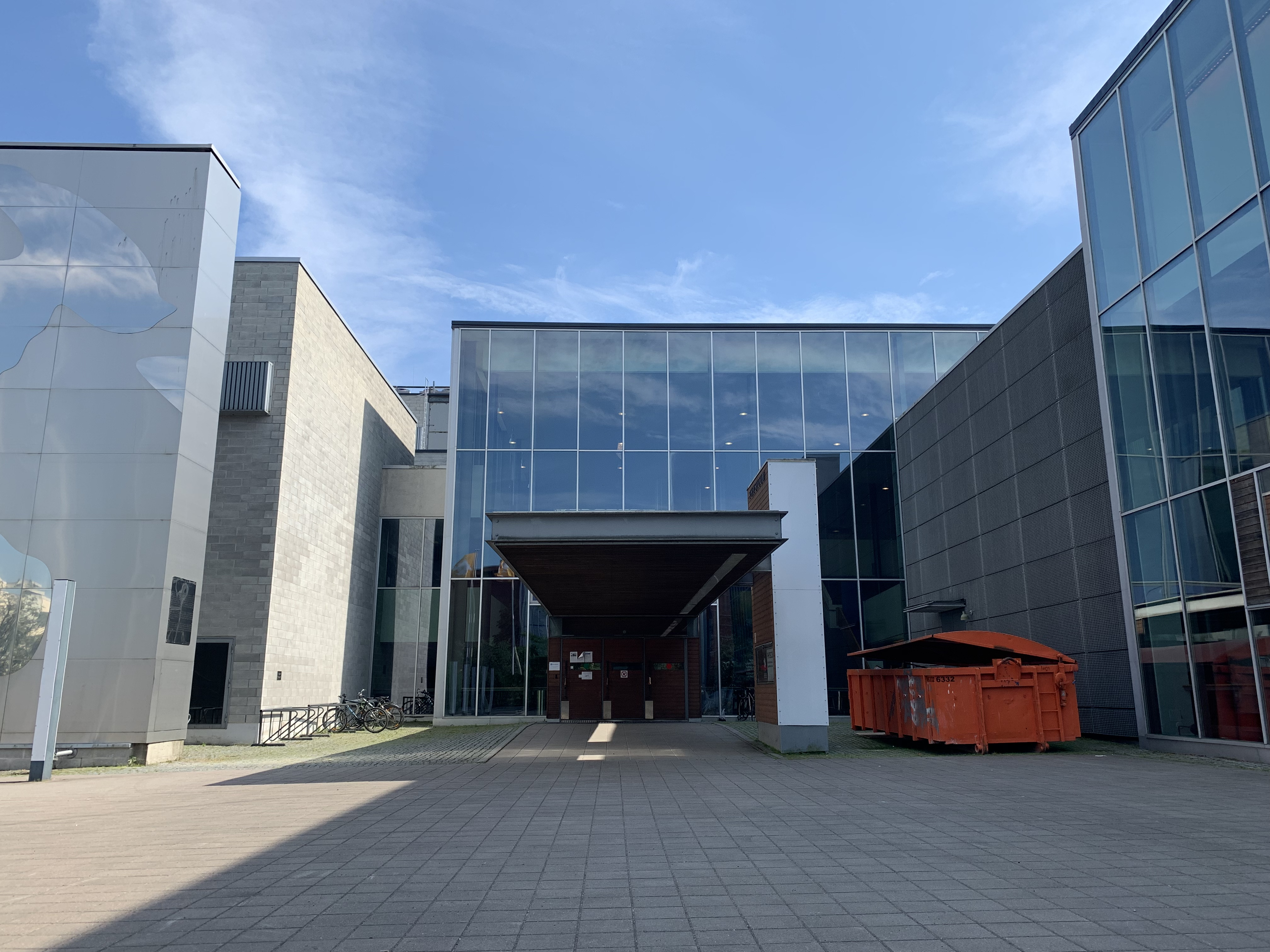
Entrée de Physicum.
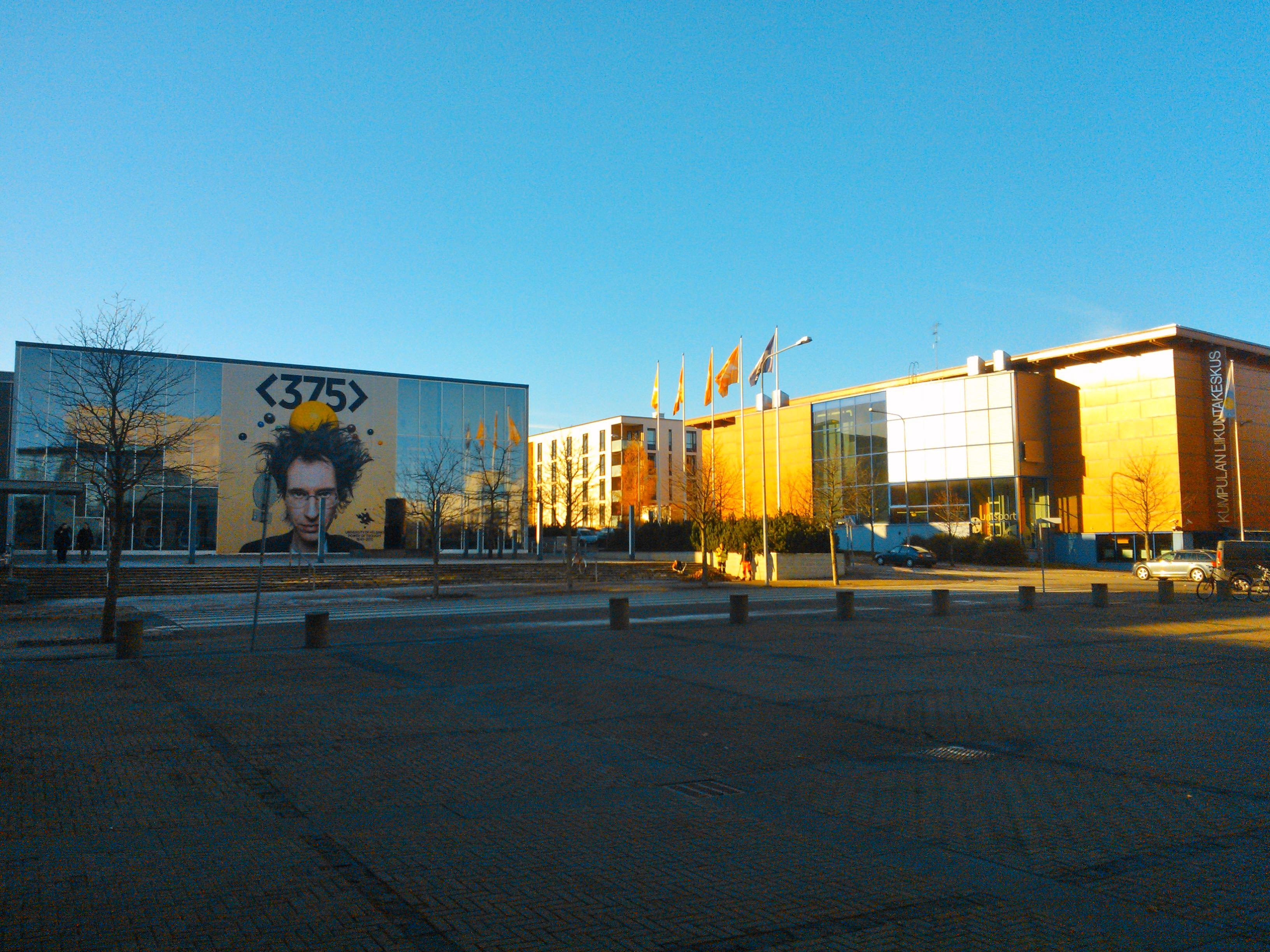
Centre sportif et Physicum
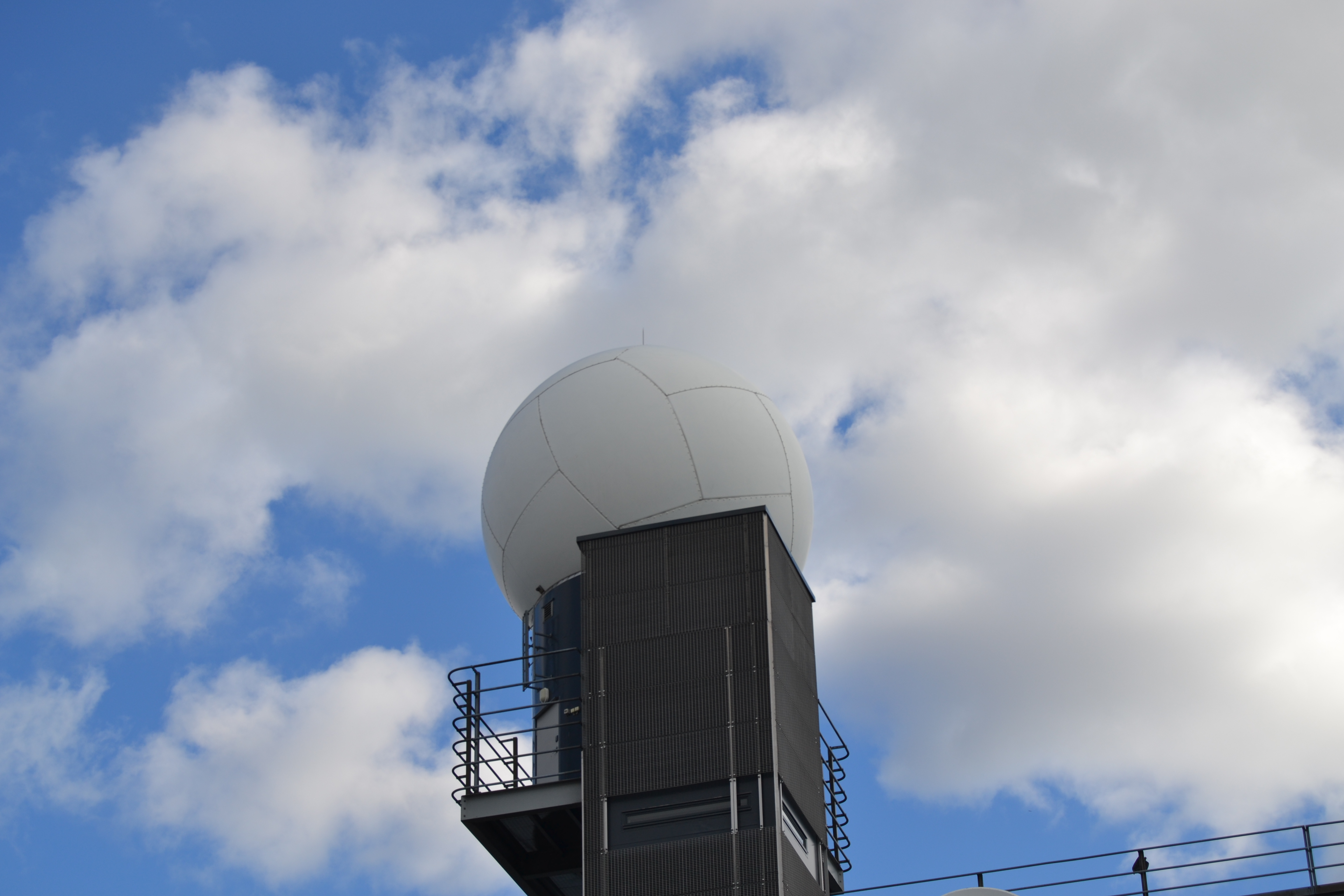
Le radar météorologique de Physicum.

### Liens  externes
- Physicum
- Video
- Physicum